# Каронга (област)
Каронга е една от 28-те области на Малави. Разположена е в северния регион на страната и граничи с Танзания. Столицата на областта е град Каронга.
Площта е 3416 км², а населението (по преброяване от септември 2018 г.) е 365 028 души.
Населението е съставено главно от етническата група Нконде. Други етнически групи, живеещи в Каронга са Хенга (предимно в южните части) и Някуса, които са преселници от Танзания.